# IGRhCellID
IGRhCellID (englisch Integrated Genome Resource of human Cell Lines for Identification ‚Integrierte genomische Ressource für die Identifikation humaner Zelllinien‘) ist eine nichtkommerzielle Website mit Software zur Identifikation von humanen Zelllinien und deren Kontaminationen mit anderen Zelllinien.

## Eigenschaften
IGRhCellID wird vom Institute of Biomedical Sciences an der Academia Sinica in Taipei betrieben. IGRhCellID umfasst acht Methoden zur Identifikation von Zellen, darunter STR-Analyse, Geschlechtsbestimmung, Immunotyp, Karyotyp, Isoenzyme, TP53-Mutationen, und Onkogene.